# رنتارو میکونی
رنتارو میکونی (انگلیسی: Rentarō Mikuni; ۲۰ ژانویهٔ ۱۹۲۳ – ۱۴ آوریل ۲۰۱۳) هنرپیشه و فیلم‌نامه‌نویس اهل ژاپن بود. وی بین سال‌های ۱۹۵۰ تا ۲۰۱۳ میلادی فعالیت می‌کرد. وی پدر هنرپیشه معروف کویچی ساتو است. میکونی در فیلم فرش باد (۲۰۰۳) ساخته کمال تبریزی نیز نقش‌آفرینی کرده بود.

از فیلم‌هایی که وی در آن نقش داشته‌است، می‌توان به کوایدان، بلندی‌های بادگیر، هاراکیری، سامورائی ۱: موساشی میاموتو، چنگ برمه‌ای، انتقام از آن منست و پسران من اشاره کرد.